# Lipporner Schanze
Die Lipporner Schanze, auch Burg Lipporn genannt, ist eine Burgruine bei der Ortsgemeinde Lipporn im Rhein-Lahn-Kreis in Rheinland-Pfalz.

## Lage
Die Ruine der Spornburg liegt bei Lipporn auf einem 375 m ü. NHN Bergsporn über dem Welkerbachtal in der Nastätter Gemarkung, etwa 700 m entfernt von der Ruine Alte Burg.

## Geschichte
Über die Lipporner Schanze existieren keine schriftlichen Nachweise.  Nach archäologischen Untersuchungen könnte die Entstehung ins 9. Jahrhundert zurückgehen und die Existenz bis ins 11. Jahrhundert reichen. Möglicherweise diente es der Adelsfamilie von Lipporn als Sitz, aus der sich im 12. Jahrhundert das Haus Nassau entwickelte.

## Anlage
Von der ehemaligen Burganlage sind nur noch Reste der rechteckigen Ringwallanlage, trapezförmig mit abgerundeten Ecken, und mit vorgelagertem Graben zu sehen. Die Wallreste sind 0,5 bis 1,2 Meter hoch und erreichen einen Durchmesser von bis zu 3,5 Metern.  Die Innenfläche der Anlage hat eine Ausdehnung von 65 mal 110 Meter. Im Nordwall befindet sich eine Toröffnung.